# 哈爾濱市人民防洪勝利紀念塔
哈爾濱市人民防洪勝利紀念塔，又稱防洪胜利纪念塔、防洪紀念塔，是哈爾濱市文物保護單位之一，位於黑龍江省哈爾濱市道裏區。1957年，哈爾濱面臨特大洪水威脅，當地民眾努力建造堤壩，成功擋住洪水；政府部門決定在松花江堤上修築一座紀念塔，以茲紀念。紀念塔的塔頂和塔身分別有人物塑像和浮雕，描繪抵抗洪水的場面，設計方案在建塔過程中經歷了多次修訂。紀念塔最終在1958年竣工，成為哈爾濱的標誌性建築之一，在文化大革命時險遭破壞。此後，防洪紀念塔先後進行了數次修繕，在1995年成為哈爾濱市文物保護單位，並於1997年獲俄羅斯總統葉利欽到訪。

## 歷史

### 建造過程
1957年，松花江爆發特大洪災，威脅哈尔滨市的安全；哈尔滨民眾努力建造堤壩，成功挡住洪水。為了紀念此事，中国共产党哈尔滨市委员会（哈尔滨市委）和哈爾濱市人民政府（市政府）决定在松花江堤上修築一座纪念塔。纪念塔造价12.7万人民幣，由哈尔滨市第二建筑工程公司負責施工。紀念塔的建設工程在1958年開展。
市政府就紀念塔的選址广泛征求意见，得出三个方案：一是中央大街與堤顶道路轴线的交叉点，二是松花江堤坡的顶端，三是把塔下围廊与堤顶道路的边线拉齐、塔身靠近中央大街；經過多次讨论後，哈尔滨市長呂其恩決定採用第三個方案。選址完成後出現了紀念塔朝向的问题，但當時纪念塔围廊要開始施工，負責人員於是在两侧分別建少一個廊柱，以便日後调节朝向、同時不影响工程进度；後来，呂其恩親自到现场考察，決定把紀念塔的正面朝向中央大街。

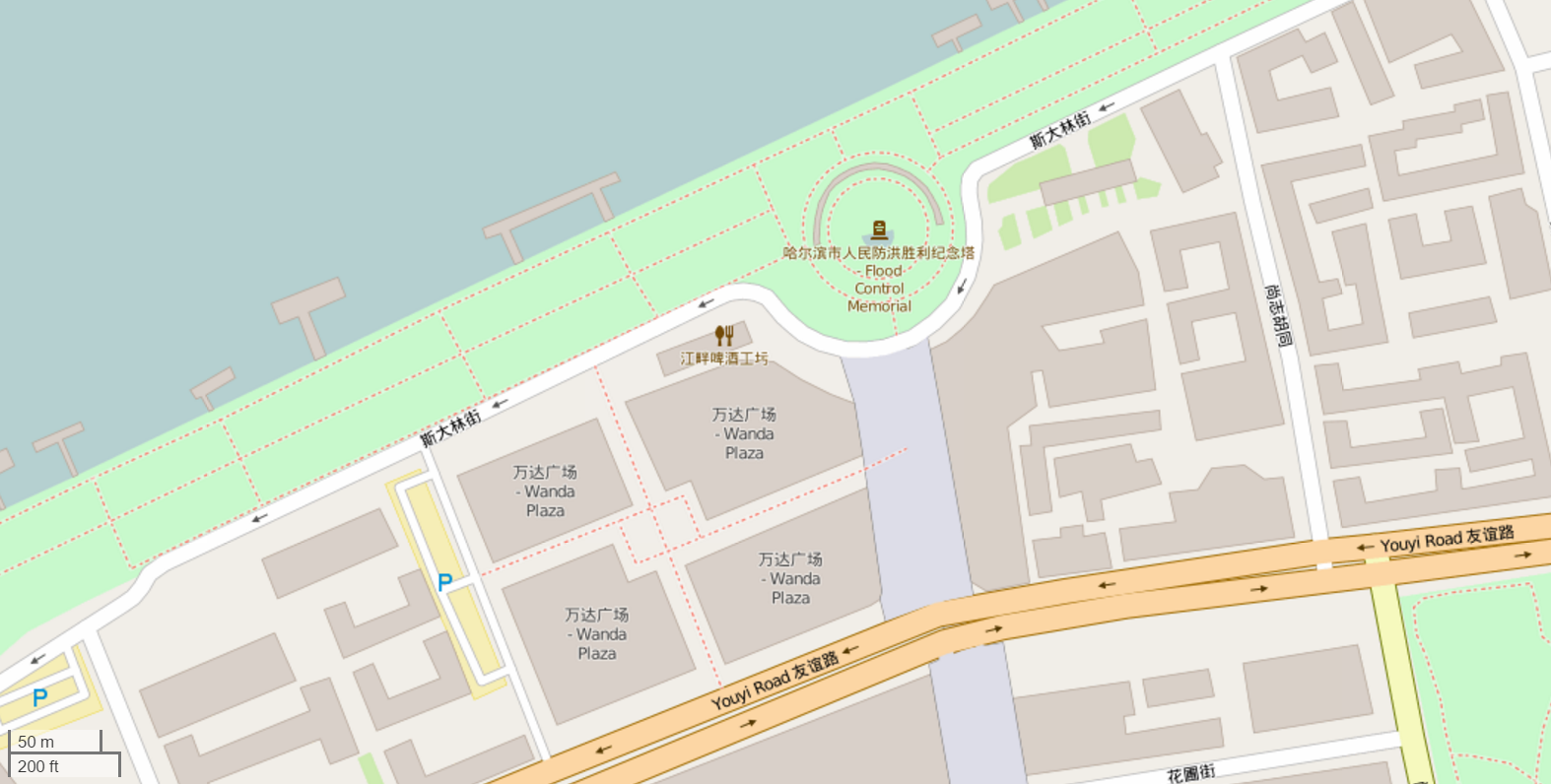
紀念塔的最終選址，即目前位置

在建造紀念塔的過程中，設計人員要為塔身雕塑打造石膏模子，需要使用黏性好、乾燥后不會变形或裂开的黏土，耐火黏土完全符合要求；為了確保能滿足需要，負責單位把哈尔滨可供購買的耐火黏土抢购一空，共买了超過7,000公斤的耐火黏土，一度引致供不应求。雕塑完成後，剩餘的耐火黏土转让给基础建设部门，用作生产耐火砖，缓解了黏土紧缺的局面。另外，紀念塔环廊柱表面的水刷石需要用到白水泥，但当时哈尔滨水泥厂和牡丹江水泥厂均沒有生产白水泥、也不會单独生产少量產品；於是，負責單位派員向苏州水泥厂購買五吨白水泥，空运到哈尔滨。

### 落成後
哈爾濱市人民防洪勝利紀念塔在1958年竣工，並在兩年後的1960年9月6日举行落成典礼。
在其後的文化大革命時期，吕其恩受批鬥，紀念塔差點遭到破壞。1966年，哈爾濱一所学校的「造反团」三度闖入哈爾濱市城乡建设委员会（市建委），逼问紀念塔是否存在吕其恩的形象。市建委总工程师王丽生擔心紀念塔被毀，便一口否定；他指出，即使紀念塔上的人物形象與吕其恩神情相似，也只是偶然，而且擔任市長的吕其恩沒可能有空当模特兒。「造反团」滿意他的答覆，纪念塔安然無恙。
此後，防洪紀念塔先後進行了数次修缮；例如在1995年8月，哈爾濱市政府投资20万人民幣修葺纪念塔，為其恢复原貌，並添加灯光装饰。1995年，哈尔滨市人民政府把防洪紀念塔定为哈尔滨市文物保护单位。1997年，時任俄罗斯总统鲍里斯·尼古拉耶维奇·叶利钦來訪哈尔滨；由於上万名哈爾濱白俄曾参與抗洪工作，叶利钦特意参观防洪纪念塔，並向纪念塔行鞠躬禮。
1998年，哈尔滨再次受特大洪水侵襲，水位甚至比1957年的更高；40万军民參與抗洪工作，成功應對洪水。為了紀念這事，有哈尔滨民眾提出建立一座紀念碑，也有市民建議把抗洪人員的名字、以及參與抗洪軍警的号码刻在纪念塔；最終，市政府决定在纪念塔上加注1998年洪水的水位。
2008年，道里区政府與其他部門共同舉辦「纪念哈尔滨市人民防洪胜利纪念塔落成50周年座谈会」。翌年，防洪纪念塔获頒新中国城市雕塑建设成就奖。2012年，防洪紀念塔再次重行修葺。

## 結構及設計

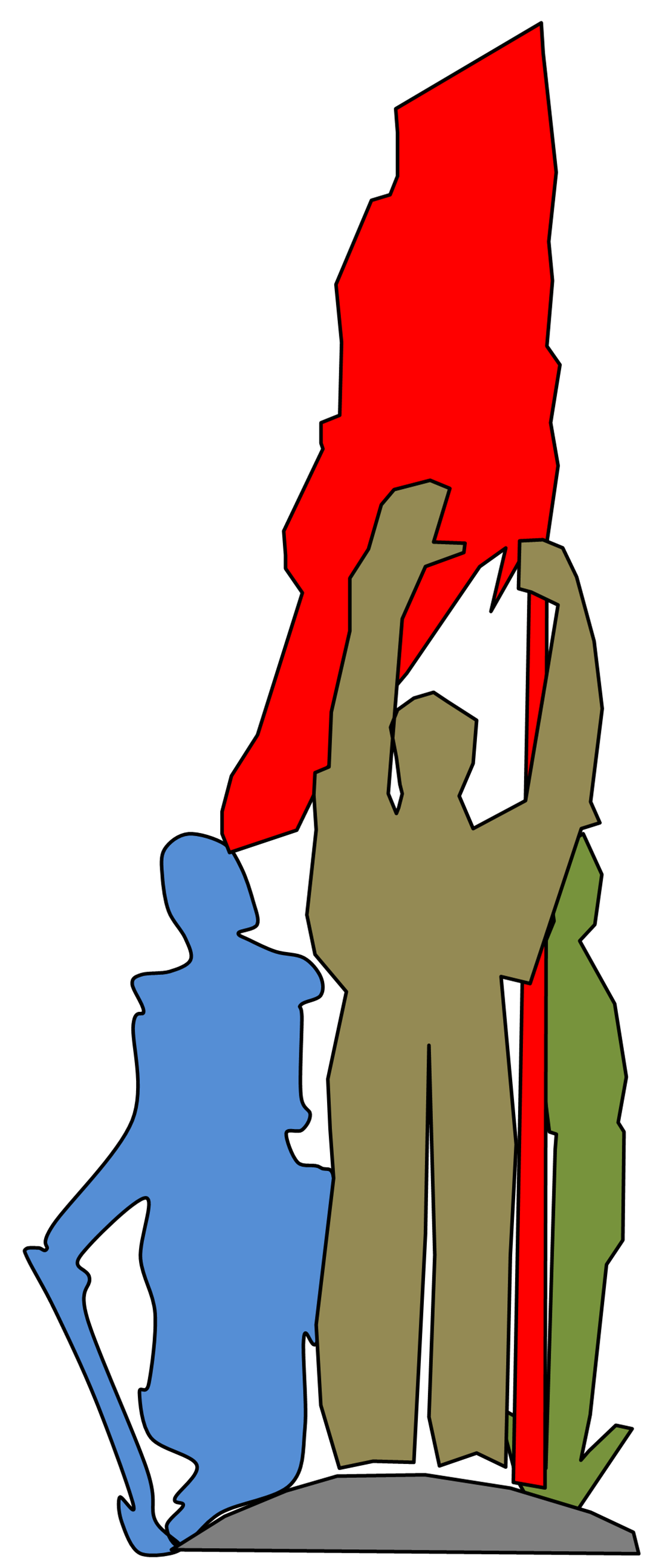
塔頂人物塑像剪影

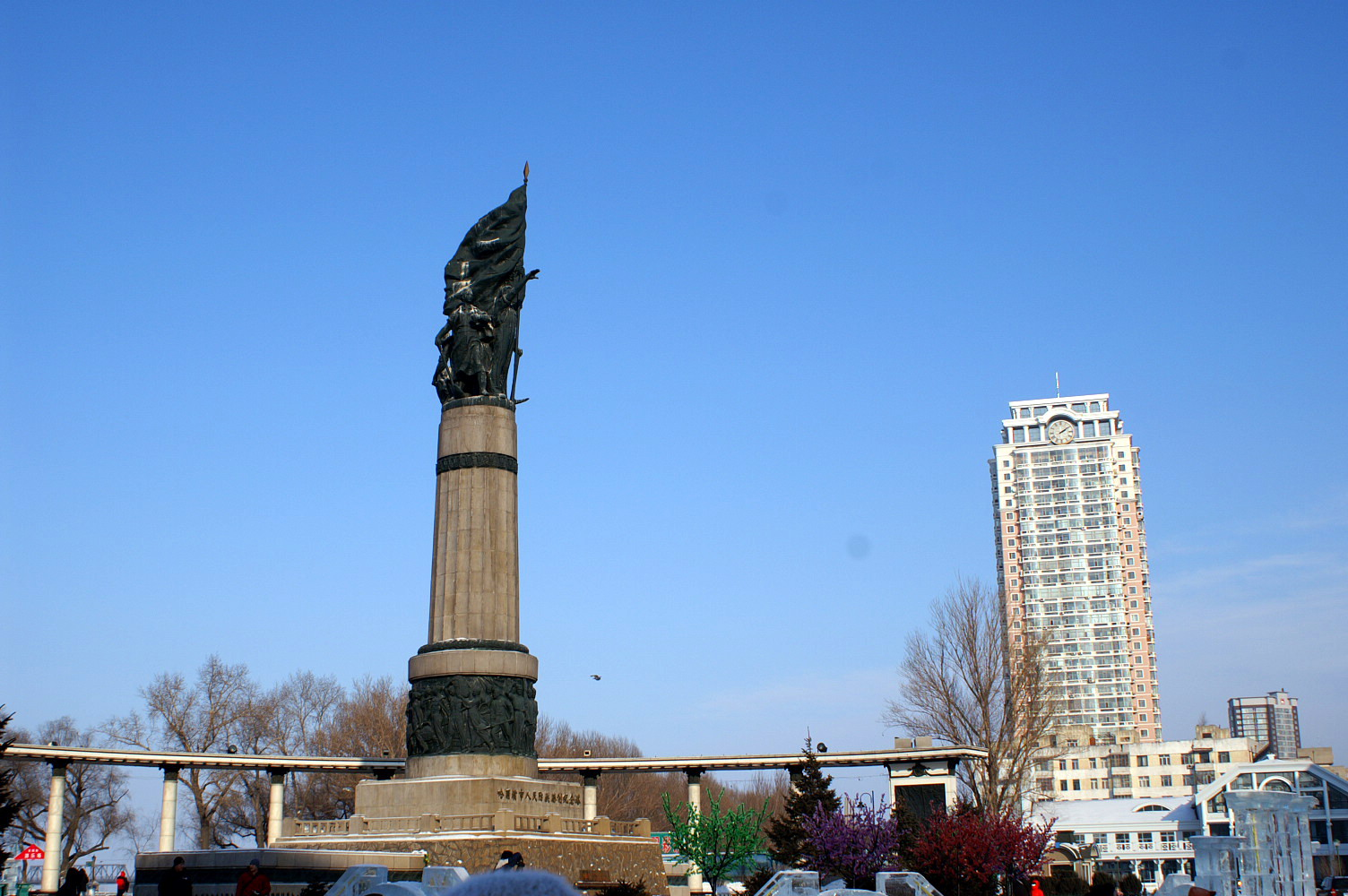
另一角度來看的纪念塔

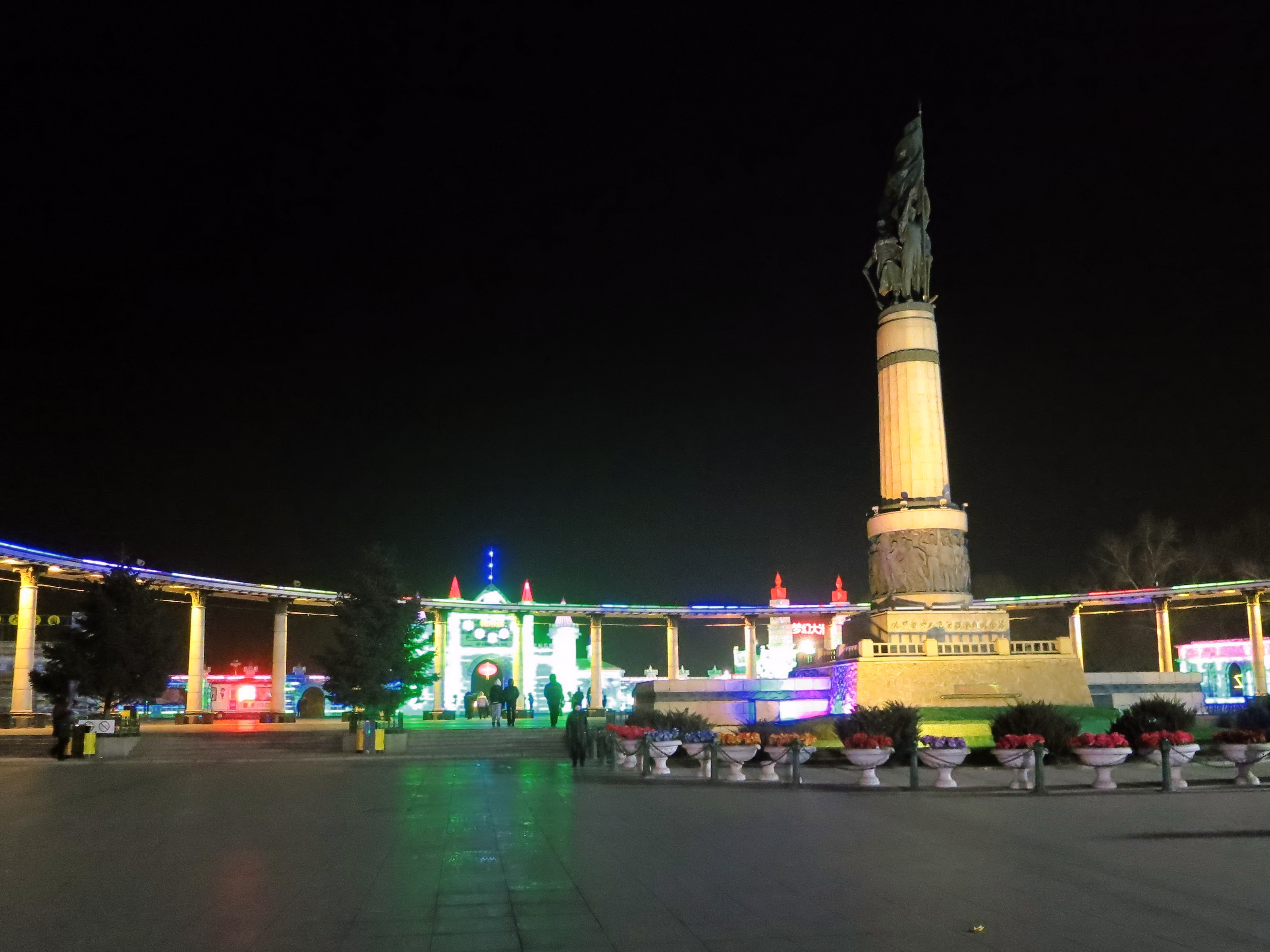
夜色下的纪念塔

### 紀念塔目前的外觀
哈爾濱市人民防洪勝利紀念塔位於斯大林公园中央，高度為22.5米，由塔顶、塔身和塔基座組成。
紀念塔的塔顶有四個高3.5米的人物塑像，分別是工人、农民、解放军軍人和女知识分子，高举红旗；這象徵哈尔滨人民在中國共產黨领导下共同建設堤壩、對抗洪災。塔身中部有高2.2米的人物浮雕，共刻劃了24個人物，情景包括宣誓上堤、防治洪水、胜利庆功等。塔上還有一根金色圆管，标誌1998年洪水的水位（120.89米）。紀念塔塔基呈方形，上窄下宽，以石材砌成，象徵堤壩坚固；塔基正前方镌刻了「哈尔滨市人民防洪胜利纪念塔」的鎏金字樣。塔基前有一座喷泉，象征哈尔滨人民成功把洪水變成造福百姓的水源；下方有两阶水池，上阶标示1957年洪水的最高水位（120.30米），下阶标示1932年哈尔滨被洪水淹沒時的最高水位（119.72米）。水池在1990年安裝了声控彩色喷泉。
紀念塔的外面環立了20根以宽带连接起來的科林斯圓柱，構成長35米的罗马式半圆围廊；這象征20世纪哈尔滨人民的力量坚不可摧。环廊的两端有高3.5米、宽2.5米的石壁，东侧的石壁刻劃哈尔滨民众成功對抗洪水的场景，西侧的石壁雕刻了各民族人民举起标语前进的景象，石壁背面則是講述哈尔滨防洪历史的碑文。

### 設計方案沿革
在最初的設計方案，紀念塔的高度只有21.9米；但是，有专家在已開始建塔後提出，紀念塔从附近环境來看的話太低了，故建議把塔高增至30米。當時紀念塔的底座工程已开始進行，要增加塔高就只能收细塔身，導致塔顶的人物雕塑难以安排；经过反复考慮，負責人員决定把紀念塔的高度增至22.5米。
塔顶的人物雕塑起初按照惯例以婦女代表农民，但這农民雕塑的形象被批評不够有力，设计人員於是改以男性代表农民、女性代表知识分子。這名女知识分子起初设计成赤足、绾起裤腿、头缠毛巾的婦人，此方案不受支持；呂其恩提出把她的形象修改，但设计人員在审稿时发现重新設計的女知识分子身高偏低、外貌文弱，於是改以一名女学生运动员作模特兒。雕塑基本完成時，有意見認為塔顶工人塑像的姿势易生政治误解，但塑像當時已有钢筋支架、混凝土浇筑，难以作重大改动；於是，专家磋商後決定把塑像并拢的五指分开，改為自然弯曲的形態，同时修改手臂的轮廓。
塔身上的浮雕由一艺术学院的师生負責，由雕塑家王熙民擔任创作总指导。當時，哈尔滨市委要求，主雕像需呈现出工人、农民、軍人、学生、商人（「工农兵学商」）的形象，其中一定要表现工人阶级的领导。学生由此構思出工人持旗在前、另外四類人跟隨在後的构图，但這樣的构图看起來拥挤，而且商人的形象不易呈现；於是，哈尔滨市委第一書記任仲夷決定只保留「工农兵」在浮雕上。浮雕上的人物最終有24人。這些人物當中包含一名幹部，有雕塑家認為幹部形象应以吕其恩为原型，负责人雖然同意這建议，但擔心吕其恩會反对；因此，负责人沒有把此決定告知他本人，雕塑家便依据吕其恩的照片來雕塑。

## 文化影響
防洪紀念塔被視為哈尔滨的标志性建筑之一。1964年，黑龙江画家孙台创作了一幅油画，繪畫了纪念塔的外貌；這幅油画後來參加了全国美术作品展览，成為該届展览裡唯一一份來自黑龙江的作品。2012年，紀念塔曾入选為中华人民共和国护照內頁的圖像。

## 參註